# Carl Yngve Dahl
Carl Yngve Dahl,  född den 20 maj 1913 i Örebro, död den 12 oktober 1989 på Lidingö, var en svensk militär.
Dahl avlade studentexamen 1931 och officersexamen 1934. Han blev fänrik vid Älvsborgs regemente sistnämnda år och löjtnant där 1937. Dahl genomgick Krigshögskolan 1943–1945 och var kadettofficer vid Krigsskolan 1945–1946. Han blev kapten vid generalstabskåren 1949 och major vid Svea livgarde 1952, vid generalstabskåren 1955. Dahl var stabschef vid infanteriinspektionen 1955–1957 och avdelningschef vid arméstabens pressavdelning och adjutant hos chefen för armén 1957–1959. Han befordrades till överstelöjtnant vid generalstabskåren 1957, vid Jämtlands fältjägarregemente 1959, på arméns reservstat 1960, och till överste 1968. Dahl var generalsekreterare i Centralförbundet för befälsutbildning 1961–1970, i Allmänna försvarsföreningen 1970–1975 och verkställande ledamot i Stiftelsen för Svea livgardes historia från 1970. Han blev riddare av Svärdsorden 1953 och av Vasaorden 1970.
Carl Yngve Dahl gifte sig 1939 med Marianne Moberg (1917–2012), dotter till Arvid Moberg. Dottern Elisabeth är gift med Mats Hellström. Makarna vilar i hustruns familjegrav på Solna kyrkogård.